# Agrilus gloriosulus
Agrilus gloriosulus é uma espécie de inseto do género Agrilus, família Buprestidae, ordem Coleoptera.
Foi descrita cientificamente por Péringuey, 1908.